# 帆鰭翼甲鯰
帆鰭翼甲鯰，俗名大帆紅點琵琶鼠、金點琵琶鼠，為輻鰭魚綱鯰形目甲鯰科的其中一種，為熱帶淡水魚，分布於南美洲托坎廷斯河流域，體長可達30.5公分，棲息在底層水域，屬夜行性，以藻類為食，生活習性不明，可作為觀賞魚。

## 扩展阅读
維基物種上的相關：帆鰭翼甲鯰